# Fred Coe
Fred Coe (Alligator, Misisipi, 23 de diciembre de 1914 - Los Ángeles, California, 29 de abril de 1979) fue un pionero de la televisión en los Estados Unidos. Participó en el exitoso paso de la radio a la televisión del programa Lights Out , el 3 de julio de 1946. Apodado Pappy, fue el famoso productor de The Philco-Goodyear Television Playhouse de 1948 a 1955 y Playhouse 90 de 1957 a 1959.

## Televisión
Estudió en la Yale Drama School. Autor de guiones o de adaptaciones para a la televisión de 1946, Laughter in París en 1979 The Miracle Worker, escribió, adaptó o y produjo numerosas obras dramáticas televisadas, que, en sus inicios, era en directo y en blanco y negro: Pride and Prejudice en 1949, pero son sobre todo conmocidas Marty y The Trip to Bountiful en 1953 para Philco-Goodyear, Peter Pan  en marzo de 1955, séptimo episodio de la temporada 1 para Producers' Showcase, y Days of Wine and Roses en octubre de 1958 para la temporada 3 de Playhouse 90.

## Broadway
De 1953 a 1975 produjo muchos espectáculos, entre los que destacan The Trip to Bountiful, obra de Horton Foot, en 1953 el drama Two for the Seesaw en 1958, The Miracle Worker en 1959, que produjo en blanco y negro para la televisión, en 1962, (remake  en color en 1979), A Thousand Clowns comedia de Herb Garner, en 1962 que puso en escena y grabó para la televisión en 1965. También aseguró la escenificación de Xmas in Las Vegas en 1965 y de Georgy , comedia musical según la obra de Tom Mankiewicz. Pero su espectáculo más exitoso (con 374 representaciones, y 7 estrenos) fue Wait Until Dark , un drama dirigido por Arthur Penn. Su última producción fue In Praise of Love  de Terence Rattigan, en 1974.

## Premios y nominaciones
Fred Coe fue nominado en diversas ocasiones a los Premios Emmy (1967, 1976 y 1977). Consiguió el Emmy al mejor productor de serie en directo en 1956 por « Producers' Showcase» (1954) y un galardón póstumo en 1980 por la versión 1979 de The Miracle Worker . Fue nominado a los Óscars en 1966 por El payaso de la ciudad.
Su biografía, The Man in the Shadows: Fred Coe and the Golden Age of Television por Jon Krampner, fue publicada por Rutgers University Press en 1997.